# Dicranomyia sternolobata
Dicranomyia sternolobata är en tvåvingeart som först beskrevs av Alexander 1936.  Dicranomyia sternolobata ingår i släktet Dicranomyia och familjen småharkrankar. Inga underarter finns listade i Catalogue of Life.